# 엘리트 레지던스
엘리트 레지던스는 아랍에미리트 두바이, 두바이 마리나 지구에 위치한 초고층 마천루이다. 높이 380.5m, 층수 87층의 건물이며, 세계에서 세 번째로 높은 주거용 건물이다.

## 같이 보기
- 두바이의 마천루 목록
- 아랍에미리트의 마천루 목록